# اقتصاد البلاد التاميلية القديمة

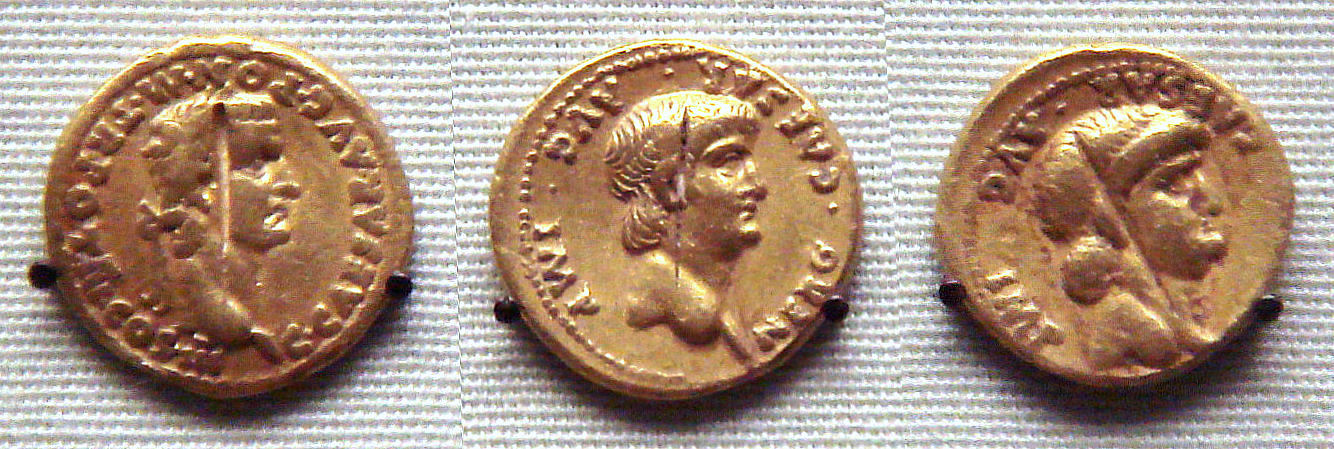
عملات رومانية ذهبية اكتُشفت في جنوب الهند.

يصف اقتصاد البلاد التاميلية القديمة (عصر سانجام: 600 قبل الميلاد – 300 ميلادي) الاقتصاد القديم لمنطقة في جنوب الهند تغطي في الغالب الولايات الحالية لتاميل نادو وكيرالا. كانت الأنشطة الاقتصادية الرئيسية هي الزراعة والنسيج وصيد اللؤلؤ والتصنيع والبناء. كان الأرز أهم محصول؛ واحدًا من الحبوب الأساسية ووسيلة تبادل في التجارة الداخلية. كان الفلفل والدخن والبقول وقصب السكر محاصيل أخرى تزرع عادة. كانت مادوراي وأورايور مراكز مهمة لصناعة النسيج؛ وكانت كوركيه مركز تجارة اللؤلؤ. ازدهرت الأنشطة الصناعية أيضًا.
جرت التجارة الداخلية أساسًا من خلال المقايضة في الأسواق المزدحمة بواسطة جمعيات التجار ومؤسسات الإقراض التجاري. شكل التجار جمعيات عملت باستقلالية دون تدخل من الدولة. انخرط سكان البلاد التاميلية القديمة في تجارة نشطة مع روما؛ وبلغت التجارة ذروتها بعد اكتشاف طريق مباشر للسفن التجارية بين تاميلاكام ومصر، مستفيدة من الرياح الموسمية. صُدّر الفلفل واللؤلؤ والعاج والمنسوجات والحلي الذهبية من تاميلاكام، وكانت الواردات الرئيسية سلعًا فاخرة مثل الزجاج والمرجان والنبيذ والتوباز. جلبت التجارة الخارجية كمية كبيرة من العملة الرومانية القابلة للتحويل دوليًا.
لعبت الدولة دورًا هامًا في بناء وصيانة البنية التحتية مثل الطرق والموانئ، ممولة من خلال الضرائب، لتلبية احتياجات الأنشطة الاقتصادية والاجتماعية. بسبب تقسيم الثروة غير المتساوي بين الناس، نشأت طبقات اجتماعية متمايزة.

## الزراعة
كانت الزراعة المهنة الرئيسية للتاميليين القدماء والأعلى مستوىً. كان المزارعون على دراية بأنواع التربة المختلفة، وأفضل المحاصيل للزراعة، وأنظمة الري المختلفة المناسبة لكل منطقة. في التقسيمات الجغرافية الخمسة لبلاد التاميل في أدب سانجام، كانت منطقة مروتام هي الأنسب للزراعة، حيث احتوت على أكثر الأراضي خصوبة. صنفت الأراضي، حسب خصوبتها، إلى منبولام (أرض خصبة)، بينبولام (أرض جافة)، فانبولام (أرض صلبة) وكالارنيلام أو أوفارنيلام (أرض مالحة). أنتجت منبولام أنواعًا متنوعة وغنية من المحاصيل، بينما زرعت بينبولام فقط بالمحاصيل الجافة بسبب محدودية مرافق الري. كان الإنتاج من فانبولام محدودًا، في حين أن كالارنيلام كانت غير صالحة للزراعة. من أنواع التربة المعروفة، التربة الطمية، التربة الحمراء، التربة السوداء، التربة اللاتريتية والتربة الرملية.
زرع التاميل الأرز وقصب السكر والدخن والفلفل والبقول المختلفة وجوز الهند والفاصوليا والقطن والموز والتاماريند وخشب الصندل. كان الأرز هو المحصول الرئيسي، وزرعت أنواع مختلفة منه في الأراضي الرطبة لمنطقة مروتام، مثل فينيل، سنيل، بودونيل، إيفانانيل وتوراي. عاش الفلاحون يعيشون في بساتين الأشجار بالقرب من الأراضي الزراعية، وكان لكل بيت أشجار الجاك، جوز الهند، النخيل، الأريكا والموز. زرع الفلاحون نباتات الكركم أمام منازلهم، وغرسوا حدائق الزهور بين المنازل. اعتقد المزارعون أن الحرث والتسميد وإزالة الأعشاب الضارة والري وحماية المحاصيل يجب أن يتم وفقًا لطريقة محددة لإنبات محصول جيد. صنعت مجموعة واسعة من الأدوات اللازمة للزراعة، بدءًا من الحرث إلى الحصاد. كانت الأداة الأساسية هي المحراث الذي عرف أيضًا باسم ميلي، نانشيل وكالاباي. أشار مصطلح «باليادوتال» إلى عملية إزالة الأعشاب الضارة باستخدام أداة مسننة متصلة بلوح ومجرورة بالثيران. استخدم الفلاحون من الطبقة الدنيا أدوات رمي الحجارة لإخافة الحيوانات والطيور من المحاصيل المزروعة. استخدمت المناجل لحصاد الأرز الناضج.
نظرًا لعدم كون الأنهار في المنطقة دائمة الجريان، طوّرت العديد من تقنيات الري لضمان إمداد كافٍ ومستمر من الماء. استخدم الفلاحون جهازًا تجره الثيران يسمى كابيلاي لسحب الماء من الآبار العميقة وجهازًا يدويًا يسمى إيرام للآبار الضحلة. استخدمت الخزانات والبحيرات والسدود لتخزين المياه، في حين نُظمت باستخدام المصارف والمصاريع. يُعد كالنائي، السد الذي بُني على نهر كافيري خلال هذه الفترة، واحدًا من أقدم هياكل تنظيم المياه في العالم. اتبعت أساليب الري السطحي، وآلية الرش، وطرق الري بالتنقيط لمنع هدر المياه.
زرع معظم المزارعين قطع أراضيهم الخاصة، وكانوا يعرفون بأسماء مختلفة مثل مالار، أولوتونبار، ييرينفالار، فيلالار، كارالار وكلامار. كان هناك أيضًا ملاك متغيبون، معظمهم من البراهمة والشعراء الذين حصلوا على تبرعات من الأراضي من الملك وقدموا هذه التبرعات للمزارعين المستأجرين. في بعض الأحيان، استؤجر عمال زراعيين مستقلين، يُعرفون باسم أديور، لأداء مهام محددة. دفع الملاك والفلاحون ضريبة على الأرض ومحاصيلها. عُرفت ضريبة الأرض باسم إيراي أو كاراي، وعرفت ضريبة المحاصيل باسم فاري. جُمع سدس المحصول كضريبة.
جمع موظفو الإيرادات المعروفين باسم فاريا وكافيدي الضرائب، الذين يساعدهم المحاسبون المعروفون باسم أياكانكار. لأغراض المسح والضرائب، استخدمت قياسات مختلفة لقياس الأرض ومحاصيلها. عرفت الأراضي الصغيرة باسم «ما» والمناطق الأكبر باسم «فيلي». قيست المحاصيل باستخدام مقاييس حجمية مثل توني، نالي، شير وكالام ومقاييس وزنية مثل تولام وكالانجو.

## الصناعة
خلال عصر سانجام، اعتبرت الحرف والمهن التجارية ثانوية بالنسبة للزراعة. صنع النجارون الأدوات الخشبية، وعمل الحدادون في ورش بسيطة. كان النسيج وصيد اللؤلؤ والحدادة وبناء السفن من الصناعات البارزة في تاميلاكام القديمة. كان الغزل والنسيج مصدر دخل للحرفيين؛ ومارس الفلاحون في المناطق الريفية النسيج كعمل جزئي. كانت مادوراي وأورايور مراكز صناعية مهمة، معروفة بنسيج القطن. نُسج قماش موسلين بتطريزات من الورود بألوان مختلفة. صنع قماش الحرير بخيوطه المعقدة في نهاياته. طرزت الملابس للنبلاء والأرستقراطيين الذين كانوا الزبائن الرئيسيين. صبغت الأقمشة غالبًا؛ وكان الصبغ الأزرق للمئزر هو اللون المفضل. بالإضافة إلى الأقمشة الحريرية والقطنية، سمي القماش المصنوع من ألياف الخشب سيري مارافوري ونارمادي، واستخدمته الطبقة الكهنوتية.
نسج مصنعو الأقمشة قطعًا طويلة من القماش وسلموها للتجار. يقص تجار النسيج الأطوال المطلوبة، التي تسمى أروفاي أو توني، عند البيع. لذلك، أطلق على التجار اسم أروفاي فانيجار والمناطق التي يعيشون فيها أروفاي فيدي. خاط الخياطون، الذين أطلق عليهم توناجارار في مادوراي والمدن الكبيرة الأخرى، الملابس.
ازدهر صيد اللؤلؤ خلال عصر سانجام. كانت مدينة كوركيه البندية هي مركز تجارة اللؤلؤ. تقدم السجلات المكتوبة من الرحالة اليونانيين والمصريين تفاصيل عن مصايد اللؤلؤ قبالة ساحل البنديين. وفقًا لإحدى الروايات، تجنب الصيادون الذين يغوصون في البحر هجمات أسماك القرش من خلال إحضار الصدفة الحلزونية اليمنى والنفخ فيها. استخدم الأفراد المدانون غواصين للؤلؤ في كوركاي. يذكر بيريبلاس أن «اللآلئ الأقل جودة من النوع الهندي تُصدر بكميات كبيرة من أسواق أبولوجاس وأومانا». نسجت اللآلئ مع قماش الموسلين قبل تصديرها وكانت أغلى المنتجات التي تستوردها روما من الهند. كانت اللآلئ من مملكة البنديين مطلوبة في ممالك شمال الهند أيضًا. تشير العديد من المانترا الفيدية إلى الاستخدام الواسع للؤلؤ، واصفة بشكل شعري أن العربات الملكية والخيول زانها اللؤلؤ. كان استخدام اللؤلؤ كبيرًا لدرجة أن إمدادات اللؤلؤ من نهر الجانج لم تستطع تلبية الطلب.
لعب الحداد، الذي عمل في البانيكالاري (بمعنى: مكان العمل)، دورًا هامًا في حياة التاميليين القدماء. شملت بعض الأدوات الأساسية التي أنتجها الحدادون أسلحة الحرب، وأدوات مثل المحراث، والأواني المنزلية، والعجلات الحديدية. استخدموا أنبوب النفخ أو زوجًا من المنافخ (تروتي) لإشعال النار المستخدمة في الصهر واللحام. لم يكن هناك العديد من ورش الحدادة في المناطق الريفية، وعمل الحدادون بصورة مفرطة لخدمة احتياجات القرى المجاورة.
انتشرت صناعة بناء السفن محليًا في تاميلاكام. أبحرت القوارب البحرية بمختلف الأحجام، من القوارب الصغيرة (الأطواف المربوطة معًا) إلى السفن الكبيرة، من موانئ التاميل. استخدمت القوارب الصغيرة مثل أمبي وباداغو كعبّارات لعبور الأنهار، في حين استخدم التيميل قارب صيد. كانت باهري، أودام، توني، تيبام، ونفاي قوارب أصغر. كان للسفينة الكبيرة، كابال، صواري (بايمارام) وأشرعة (باي).